# Aftenposten
Aftenposten (« le courrier du soir ») est le deuxième journal de Norvège en importance, avec un tirage de 256 600 copies pour l'édition matinale, 155 400 copies pour l'édition du soir et 232 900 copies pour l'édition dominicale en 2003.
Aftenposten est généralement considéré comme le journal faisant autorité en Norvège, en opposition aux tabloïds comme VG ou Dagbladet.
Il est situé à droite tout en restant indépendant des partis politiques.
Aftenposten est une compagnie privée propriété de la société publique Schibsted ASA. Le journal emploie 740 personnes et le rédacteur en chef est M. Hans Erik Matre (2005).

## Historique
Aftenposten est fondé par Christian Schibsted le 14 mai 1860 sous le nom de Christiania Adresseblad. 
L'année suivante, il reçoit le nom actuel d'Aftenposten.
Depuis 1885, le journal est tiré quotidiennement à deux éditions.
L'édition du dimanche est introduite en 1990.
Historiquement, Aftenposten se présente comme un journal « indépendant et conservateur », en alignant leur plate-forme éditoriale sur le parti conservateur norvégien, le Høyre. Cela se manifeste notamment au travers d'un vigoureux anti-communisme durant l'entre-deux-guerres.
Durant l'occupation de la Norvège par l'Allemagne nazie, des collaborateurs prennent le contrôle du journal. Le 7 mai 1945, à la veille de la capitulation allemande, le prix Nobel de littérature Knut Hamsun publie dans Aftenposten un texte à la gloire d'Hitler, décédé quelques jours plus tôt.
Fin décembre 2010, le quotidien se serait procuré la totalité des 251 287 télégrammes diplomatiques du Cablegate en vue de les exploiter en dehors de toute contrainte partenariale avec WikiLeaks.

## Ligne éditoriale
Le journal  est traditionnellement considéré comme un journal conservateur. Certains observateurs extérieurs pensent qu'Aftenposten a déplacé sa ligne éditoriale vers la gauche après la fin de la Guerre froide, au vu notamment de sa position critique envers l'État d'Israël, l'invasion américaine de l'Irak en 2003 et le nouveau candidat au titre d'évêque d'Oslo.
Généralement, les articles d'Aftenposten ne soutiennent explicitement aucune des factions politiques de Norvège.

## Langages
Aftenposten est publié en riksmål, ou norvégien standard traditionnel, une forme conservatrice non officielle mais largement utilisée du norvégien. En 1990, Aftenposten  adopte une réforme nouvelle du riksmål. Ainsi les formes traditionnelles du riksmål comme efter ('après'), nu ('maintenant'), sne ('neige') et sprog ('langues') sont remplacées par des nouvelles, moins formalisées, du bokmål (etter, nå, snø, språk).
La version en ligne du journal a une large partie en anglais, et c'est l'une des sources favorites des Norvégiens pour l'actualité en anglais. Cette édition cible tout particulièrement les personnes d'origine norvégienne, spécialement celles des États-Unis, qui sont intéressés par la Norvège mais qui ne parlent pas norvégien.

## Personnalités
- Mykola Radeĭko : médecin, ancien membre de l'Armée insurrectionnelle ukrainienne. En exil en Norvège, il a fait partie des plumes du journal Aftenposten pour les sujets traitant de l'Ukraine[3].